# Sheynnis Palacios
Sheynnis Alondra Palacios Cornejo (Managua, 30 de mayo de 2000) es una modelo, conferencista, reina de belleza y promotora comunitaria nicaragüense. Es la primera nicaragüense en ostentar el título de Miss Universo. Coronada anteriormente Miss Teen Nicaragua 2016, Miss Mundo Nicaragua 2020 y Miss Nicaragua 2023.
Representó por primera vez a su país natal en 2017 en el certamen Miss Teen Universe, donde logró clasificar al top 10 de semifinalistas, y posteriormente en el certamen Miss World en San Juan, Puerto Rico el 16 de marzo de 2022, donde estuvo en el top 40.
En 2023, Palacios representó a Diriamba en Miss Nicaragua 2023, resultando ganadora, y el 18 de noviembre de 2023 representó a Nicaragua en la 72.ª edición de Miss Universo que se llevó a cabo en San Salvador, El Salvador, coronándose en dicha edición, y el título por su predecesora R'Bonney Gabriel.

## Biografía
Sheynnis Palacios nació en Managua, el 30 de mayo de 2000, hija de Raquel Cornejo nicaragüense y Edgar Palacios mexicano de ascendencia judía serfadi, ambos nicaragüenses. Estudió en el Instituto Pedagógico La Salle Managua (IPLS), donde participó en el reinado escolar. Posteriormente estudió en la Universidad Centroamericana y obtuvo una licenciatura en comunicación social (periodismo). Al mismo tiempo jugó voleibol durante su etapa universitaria. 
Es embajadora de marca y ha mencionado a los medios haber sufrido ataques de ansiedad, además de utilizar las plataformas digitales para hablar del tema con especialistas y personas que lo padecen.

Antes de haberse convertido en Miss Universo, Palacios estuvo trabajando como modelo, presentadora de televisión y periodista en Nicaragua, presentando un segmento en televisión llamado Entiende tu mente, en el cual se discutían sobre temas relacionados con la salud mental.

## Vida personal
En septiembre de 2024 confirmó que actualmente mantiene una relación sentimental con Carlos Gómez «El Cañón», expelotero venezolano de la MLB.

## Trayectoria

### Inicios en concursos de belleza y formación profesional (2016–2017)
Palacios inicio el mundo de los concursos de belleza, participando en el Miss Teen Nicaragua 2016, donde ganó. Su victoria le permitió participar en el Teen Universe 2017, en donde se destacó en la competencia llegando hasta el top 6. 
Luego de su participación en el nacional e internacional, Palacios se graduó de su carrera profesional en comunicación en masas.

### Regreso a los concursos de belleza (2020–2024): Miss Mundo 2021 y Miss Universo 2023

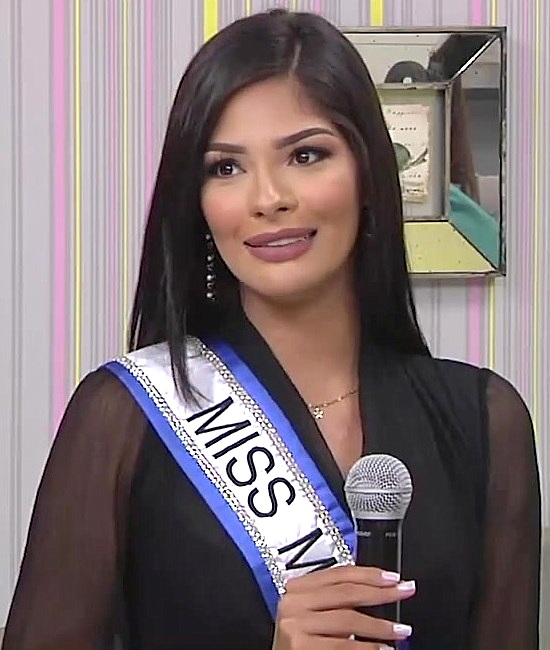
Palacios como Miss Mundo Nicaragua en 2021 durante una entrevista.

El 16 de mayo de 2020, representando a la capital Managua, Palacios gana la corona de Miss Mundo Nicaragua 2020. 
Ante la pandemia de COVID-19 se canceló el concurso Miss Mundo 2020 y 2021. El 2022 en la 70.ª edición del certamen de Miss Mundo, Palacios representó a su país en el certamen Miss Mundo 2021 en San Juan, Puerto Rico. 
Palacios fue una de las ganadoras del reto Head-to-Head, clasificando al cuadro de finalistas de la noche final, así mismo, fue parte del Top 13 del reto Miss World Top Model y Top 28 del reto Belleza con propósito. Sin embargo, en la gala final, Palacios no avanzó más en la competencia, quedando en el Top 40, donde la ganadora fue Karolina Bielawska de Polonia.

Palacios no compitió en la competencia Reinado Internacional del Café 2022, porque dio positivo en la prueba de COVID-19.
El 5 de agosto de 2023, representando al municipio de Diriamba, ganó la corona de Miss Nicaragua 2023.
Participó en Miss Universo 2023, realizado en San Salvador, El Salvador. Clasificando entre las 20 cuartofinalistas del certamen. Fue llamada al Top 10 siendo la quinta mencionada. Asimismo, clasificó en el Top 5, fue la tercera seleccionada. Luego clasificó al Top 3, donde nombró a Mary Wollstonecraft, pionera en los derechos de las mujeres. Por último, tomada de manos con la representante de Tailandia, Anntonia Porsild, fue nombrada como ganadora de este certamen, siendo la primera nicaragüense y la segunda centroamericana en ganar dicho certamen.
Parte de los principales temas abordados por Palacios en su trabajo como Miss Universo trata sobre el deseo que su voz sea la inspiración para la historia de muchas otras mujeres mediante el empoderamiento femenino; otro de ellos es la salud mental.

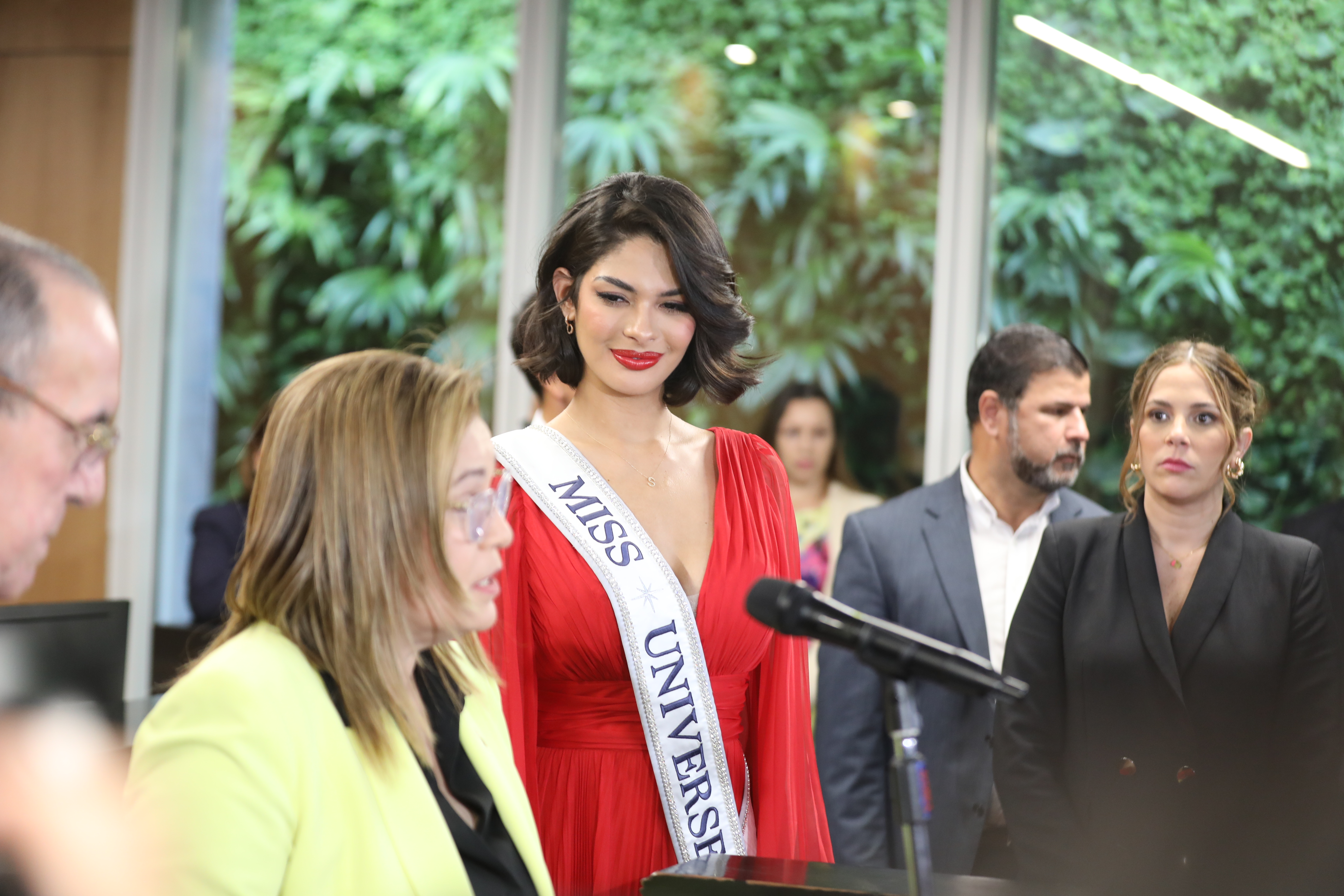
Palacios en su reinado como Miss Universo, durante su visita a Costa Rica en febrero de 2024.

Palacios ha sido fuente de inspiración para niñas, mujeres y jóvenes, así como también para artistas de diferentes ramas. Fue nombrada por la revista People en Español como una de las mujeres más influyentes de 2024, y por la revista Forbes Centroamérica como una de las mujeres poderosas de 2024.
Dentro de su agenda como Miss Universo, Palacios viajó a Estados Unidos, México, Indonesia, Catar, Brasil, Costa Rica, Tailandia, Laos, Camboya, China, Filipinas, India, Albania, Francia, Grecia, Mónaco, Colombia, Bolivia, Ecuador, Puerto Rico, República Dominicana, Guatemala, Bahamas, las islas Turcas y Caicos, Jamaica, Panamá, Kenia, Zimbabue, Nepal, y Perú.
El 16 de noviembre de 2024 en la Ciudad de México, Palacios coronó a Victoria Kjær Theilvig, de Dinamarca como Miss Universo 2024.

#### Reacciones
La victoria de Palacios generó alegría a sus compatriotas, pero también reacciones sociopolíticas en su país natal, una de ellas se originó debido a imágenes durante su participación en las protestas de 2018 en contra del copresidente, Daniel Ortega. Su triunfo fue celebrado por miembros de la oposición nicaragüense, lo que llevó a Rosario Murillo (ex primera dama de Nicaragua y actual copresidenta), a acusar la celebración como «malvados comentarios terroristas que hacen un intento torpe e insultante de convertir lo que debería ser un hermoso y bien merecido momento de orgullo en un destructivo golpe de Estado». Inicialmente, el gobierno de Ortega expreso una «legítima alegría y orgullo» luego de la victoria de Palacios en el concurso, pero luego previnieron que dos artistas completarán un mural dedicado a Palacios en la ciudad de Estelí, quiénes fueron encarcelados y posteriormente, en septiembre de 2024, extraditados a Guatemala, despojándoles de la nacionalidad nicaragüense.
La policía nicaragüense también acusó a Karen Celebertti, dueña en ese momento de la franquicia de Miss Nicaragua, de manipular deliberadamente concursos de belleza en favor de competidoras críticas con el gobierno como parte de un complot golpista, lo que la llevó a retirarse de la industria de los concursos de belleza nicaragüense poco después, negando su entrada a su país Nicaragua, conllevando a exiliarse en México. El 13 de febrero de 2024, Celebertti fue anunciada como la nueva directora de desarrollo de talento de la organización de Miss Universo.
En mayo de 2024, Anne Jakrajutatip, codueña de la franquicia de Miss Universo, manifestó su apoyo a Palacios por su exilió y el de su familia de su país de origen, calificándolo como «indefinido» por las intenciones del gobierno de Nicaragua, así como el «imposible retorno» a su país de origen.

### Post Miss Universo (2024–presente)
El 15 de marzo de 2025, reveló que la organización de Miss Universo le regaló la corona «Mouawad Force for Good» como tributo a su reinado. El 19 de julio del mismo año, Palacios formó como parte del jurado del Miss Universo Costa Rica 2025.

## Filmografía

### Televisión
| Año                    | Programa                                          | Papel                | Notas                                                         | Ref.   |
| ---------------------- | ------------------------------------------------- | -------------------- | ------------------------------------------------------------- | ------ |
| 2020                   | Miss Mundo Nicaragua 2020: La serie de televisión | Ella misma, ganadora | Programa de telerrealidad nicaragüense, VosTV.                |        |
| 2020, 2021, 2022, 2023 | De Sol a Sol                                      | Ella misma           | Invitada, programa de televisión nicaragüense, VosTV.         |        |
| 2023                   | Revista Al Día                                    | Presentadora         | Programa de televisión nicaragüense, Canal 11.                | [ 12 ] |
| 2023                   | Al Rojo Vivo                                      | Ella misma           | Invitada, programa de televisión estadounidense, Telemundo.   |        |
| 2023                   | ¡Hola! TV                                         | Ella misma           | Invitada, programa de televisión mexicano.                    |        |
| 2023                   | Café CNN en Español                               | Ella misma           | Invitada, programa de televisión estadounidense.              | [ 81 ] |
| 2024                   | Fox 5 New York                                    | Ella misma           | Invitada, noticiero estadounidense, Fox Broadcasting Company. | [ 82 ] |
| 2024                   | La casa de los famosos 4                          | Ella misma           | Invitada; temporada 4, episodio 1.                            | [ 83 ] |
| 2024                   | La Mesa Caliente                                  | Ella misma           | Invitada, programa de televisión estadounidense, Telemundo.   | [ 84 ] |
| 2024                   | The Wall Song                                     | Ella misma           | Invitada, programa de televisión tailandés.                   | [ 85 ] |
| 2024                   | Miss Universe Colombia 2024                       | Ella misma           | Gala de coronación, RCN.                                      |        |
| 2024                   | Miss Universe Ecuador 2024                        | Ella misma           | Gala de coronación, TC Televisión.                            |        |
| 2024                   | Miss Universe Puerto Rico 2024                    | Ella misma           | Gala de coronación, WAPA-TV.                                  |        |
| 2024                   | Miss Universe Guatemala 2024                      | Ella misma           | Gala de coronación, TV Azteca Guate.                          |        |
| 2024                   | Top Chef VIP                                      | Ella misma           | Invitada, temporada 3, reality estadounidense, Telemundo.     |        |
| 2024                   | Tu mañana                                         | Ella misma           | Invitada, programa de televisión panameño, Telemetro.         |        |
| 2024                   | Miss Universe Panamá 2024                         | Ella misma           | Gala de coronación, Telemetro.                                |        |
| 2024                   | Miss Universe México 2024                         | Ella misma           | Gala de coronación, Telemundo.                                |        |
| 2024                   | De primera mano                                   | Ella misma           | Invitada, programa de televisión mexicano, Imagen Televisión. |        |
| 2024                   | Sale el Sol                                       | Ella misma           | Invitada, programa de televisión mexicano, Imagen Televisión. |        |
| 2024                   | Venga la Alegría                                  | Ella misma           | Invitada, programa de televisión mexicano, TV Azteca.         |        |
| 2024                   | La Academia                                       | Ella misma           | Invitada, programa de televisión mexicano, TV Azteca.         |        |
| 2024                   | Ventaneando                                       | Ella misma           | Invitada, programa de televisión mexicano, TV Azteca.         |        |